# Campylopus subjugorum
Campylopus subjugorum är en bladmossart som beskrevs av Brotherus 1912. Campylopus subjugorum ingår i släktet nervmossor, och familjen Dicranaceae. Inga underarter finns listade i Catalogue of Life.